# Alagoa, Minas Gerais
Alagoa este un oraș din unitatea federativă Minas Gerais, Brazilia.